# Liste der Kulturdenkmale in Meggerdorf
In der Liste der Kulturdenkmale in Meggerdorf sind alle Kulturdenkmale der schleswig-holsteinischen Gemeinde Meggerdorf (Kreis Schleswig-Flensburg) und ihrer Ortsteile aufgelistet (Stand: 10. März 2025).

## Legende
In den Spalten befinden sich folgende Informationen:
- Objekt-ID: die Nummer des Kulturdenkmales
- Lage: die Adresse des Kulturdenkmales und die geographischen Koordinaten. Kartenansicht, um Koordinaten zu setzen. In der Kartenansicht sind Kulturdenkmale ohne Koordinaten mit einem roten Marker dargestellt und können in der Karte gesetzt werden. Kulturdenkmale ohne Bild sind mit einem blauen Marker gekennzeichnet, Kulturdenkmale mit Bild mit einem grünen Marker.
- Offizielle Bezeichnung: Bezeichnung des Kulturdenkmales
- Beschreibung: die Beschreibung des Kulturdenkmales
- Bild: ein Bild des Kulturdenkmales

## Bauliche Anlagen
| Objekt-ID      | Lage                                         | Offizielle Bezeichnung  | Beschreibung | Bild            |
| -------------- | -------------------------------------------- | ----------------------- | --- | --------------- |
| 12389 Wikidata | Johannisberg 6 (54° 20′ 39″ N, 9° 23′ 14″ O) | ehem. Gutshaus (Schule) | Ursprüngliches Gutshaus, später als Grundschule genutzt. 2010/11 restauriert, seitdem Kindergarten und Dorfgemeinschaftshaus. Alteintragung (Aktualisierung vorgesehen) - Begründung: geschichtlich, städtebaulich - Schutzumfang: gesamtes Äußeres - Denkmaltyp: Bauliche Anlage                            | Fotos hochladen |
| 6282           | Westersee 36 (54° 21′ 0″ N, 9° 23′ 9″ O)     | Querdielenhaus          | Querdielenhaus; Mi. 19. Jh.; eingeschossiger traufständiger Gelbsteinbau mit reetgedecktem Walmdach und außermittigem Zwerchgiebel über der landschaftstypischen Grootdör - Begründung: geschichtlich, städtebaulich, Kulturlandschaft prägend - Schutzumfang: Querdielenhaus, - Denkmaltyp: Bauliche Anlage | BW              |

## Quelle
- Liste der Kulturdenkmale in Schleswig-Holstein – Kreis Schleswig-Flensburg

- Karte mit allen Koordinaten:
- OSM |
- WikiMap